# قحطی ۱۳۲۲–۱۳۲۰ ایران
قحطی ۱۳۲۲–۱۳۲۰ ایران دوره‌ای از گرسنگی‌های شدید در ایران است که در دوران حکومت پهلوی و در برهه‌ای رخ داد که ایران با وجود اعلام بی‌طرفی در جنگ جهانی دوم، توسط بریتانیا و شوروی اشغال شده بود. نایاب شدن نان باعث بروز شورش نان در تهران در ۱۷ آذر ۱۳۲۱ شد.
در طول اشغال ایران، بریتانیا و شوروی تلاش کردند تا نفوذشان را در مناطق مربوط به خود تقویت کنند. متفقین شبکه ریلی ایران را تحت کنترل درآورده و با نیمی از کامیون‌های دولتی و خصوصی ایران قرارداد بستند، درنتیجه ۷۵ درصد از ظرفیت توزیع موادغذایی کشور را در اواسط برداشت سال ۱۳۱۹ مصادره کردند. ظرفیت حمل و نقل باقی مانده به دلیل محدودیت واردات قطعات یدکی به سرعت غیرقابل استفاده شد. این امر تجارت داخلی و خدمات اجتماعی را مختل کرد و هزینه‌های زندگی را بیش از۷۰۰ درصد افزایش داد. پس از برداشت بد محصول در سال۱۳۲۰، قحطی، جنوب تحت اشغال بریتانیا را فراگرفت. دولت انگلیس قول داد مقدار مورد نیاز غله را تأمین کند، اما نتوانست این کار را انجام دهد و وقتی دولت ایران برای کمک به ایالات متحده مراجعه کرد، وعده کمک حتی پس از چندماه مذاکرات هرگز محقق نشد. لوئیس دریفوس دیپلمات آمریکایی ابتدا به دولت ایالات متحده گزارش داد که وضعیت غذا وخیم است، اما او به زودی نسبت به کمبود گندم ابراز تردید کرد و توصیه کرد که آمریکا باید از ایستادگی انگلیس حمایت کند و از ایران بخواهد قبل از تکیه بر واردات متفقین به مردم خود کمک کند.
دولت بریتانیا دلیل این وضعیت را احتکار، توزیع ناکارآمد و سیستم حمل و نقل نامناسب می‌دانست، اما واشینگتن گمان می‌برد که بریتانیا عمداً در عرضه مواد غذایی برای پیشبرد اهداف سیاسی خود تعلل کرده‌است. در همین حال، شوروی انتقال مواد غذایی از شمال را ممنوع کرد، ادعا کرد که به منابع مردم و سربازانی که با آلمانی‌ها می‌جنگند نیاز دارند و سوءمدیریت بریتانیا را عامل قحطی می‌دانست زیرا شرایط مشابهی درمناطق تحت کنترل شوروی وجود نداشت. مردم ایران متفقین را به غارت کشور و سوق دادن ایران به سمت تورم و گرسنگی متهم کردند. در زمستان ۱۳۲۰ تظاهرات علیه کمبود مواد غذایی در تهران به امری روزمره تبدیل شد و در نهایت به شورش منجرشد.
حدود دو هفته بعد، نخست‌وزیر احمد قوام به پلیس دستور داد تا اعتراضات را به شکل مرگبار سرکوب کند که منجر به کشته و زخمی شدن تعدادی از طرفین شد. در ماه‌های پایانی سال۱۳۲۰ و سال ۱۳۲۱، خیابان‌های کرمانشاه مملو از مردم نیمه‌برهنه و گرسنه بود، هر روز ۱۵ مورد مرگ ناشی از گرسنگی و فقر رخ می‌داد. در فوریه ۱۳۲۱،تیفوس در شهر شیوع یافت و بیمارستان به دلیل عفونت گسترده در بین پزشکان و کارکنان تعطیل شد. گزارش اطلاعاتی بریتانیا در مورد وضعیت کرمانشاه در هفته ۱۳ تا ۲۰ مارس ۱۳۲۱ به شرح زیر است: «خیابان‌های شهر مملو از گداهای گرسنه و نیمه برهنه بوده‌است که حدود ۱۵ نفر از آنها هر روز بر اثر گرسنگی و تیفوس جان خود را از دست می‌دهند. موارد در میان مردم زیاد بوده‌است». تنها در سال ۱۳۲۱، شوروی ۲۵۰۰۰ تن غله را برای بهبود وضعیت آزاد کرد.
کمک روسی خیلی کم و خیلی دیر بود. سپهبد پاتریک جی هرلی، دوست و مشاور رئیس‌جمهور فرانکلین روزولت، که از گزارش قحطی در ایران نگران بود، در پاییز ۱۳۲۲ به ایران اعزام شد. پس از بازگشت، او در ۵ اکتبر ۱۳۲۱ با دستیار وزیر امور خارجه، آدولف ا. دیدار کرد. گفتگوی آنها در یادداشتی توسط برل ضبط شده‌است. ژنرال هرلی گرسنگی گسترده‌ای را در ایران مشاهده کرده بود. ژنرال هرلی گفت: «این یک هزل گویی نبود. او جنازه‌ها را در خیابان‌ها دیده بود و صدای گریه زنان و بچه‌ها را شنیده بود. برل در توضیح گفتگوی خود با ژنرال پاتریک هرلی نوشت: «متأسفانه گزارش‌های خود ما بیانیه پت را درمورد نتایج سیاست بریتانیا و روسیه در ایران تأیید می‌کند. در جنگ گذشته، ۲۵درصد از کل جمعیت آن کشور ناراضی بر اثر فعالیت آلمان‌ها از گرسنگی مردند. این بار، به نظر می‌رسد که اشغال متفقین ممکن است نتایج مشابهی داشته باشد.»
تأثیر مخرب جنگ جهانی دوم بر ایران توسط موزه یادبود هولوکاست ایالات متحده تصدیق شده‌است. در مدخل دایرةالمعارف هولوکاست دربارهٔ «ایران در جنگ جهانی دوم» چنین آمده‌است:
تأثیر جنگ جهانی دوم بر ایران ویرانگر بود. بی‌طرفی ایران نادیده گرفته شد و این کشور استقلال عملی خود را به نیروهای اشغالگر از دست داد. مقامات بریتانیا و شوروی بر استفاده از راه‌های اصلی و راه‌آهن ترانزیت ایران برای اهداف خود پافشاری داشتند و نیروی انسانی و تجهیزات ایرانی را برای تلاش‌های جنگی توقیف کردند. با وجود منابع کم برای کشاورزی، همراه با برداشت بد محصول در سال ۱۳۲۰ و هجوم عظیم پناهندگان اروپایی، قحطی گسترش یافت و بسیاری از مردم جان باختند.

## شمار کشته شدگان
تعداد کمی از منابع دانشگاهی دربارهٔ قحطی در ایران در طول جنگ جهانی دوم صحبت می‌کنند. به عنوان مثال، یک مطالعه جمعیت شناختی در سال ۱۹۶۸ توسط جولیان بهاریر در مجله مطالعات جمعیتی اشاره به تحمیل سختیهای اضافی جنگ بر ایرانیان دارد و مشاهده می‌کند که «۱۳۲۴ اولین سال پس از جنگ جهانی دوم است که ایران پس از اشغال متفقین دوباره پاهای خود را پیدا کرد. اما به قحطی یا تعداد زیادی از مرگ‌ها اشاره نمی‌کند. برعکس، بهاریر به ارقامی از سازمان ثبت احوال ایران (CRO) استناد می‌کند که نرخ رشد سالانه جمعیت را درطی سال‌های۱۳۲۰–۱۳۲۴، ۲درصد فرض می‌کند، که بالاتر از میانگین نرخ رشد ۱٫۵ درصدی برآورد شده توسط مهدی امانی جمعیت‌شناس برای کل دوره ۱۹۲۶ است. -۱۳۲۴. Cormac Ó Gráda ایران را در تحلیلی در سال ۲۰۱۹ از قحطی‌های دوران جنگ جهانی دوم گنجاند و به‌طور خلاصه اظهار داشت که «تعداد کشته‌ها، اگرچه ناشناخته است، احتمالاً اندک بود» و بهاریر را به عنوان مرجع ذکر کرد.
محمدقلی مجد تنها نویسنده ای است که دربارهٔ قحطی کتاب نوشته‌است. مجد در مجله تاریخ دوره اسلامی ایرانیان با استناد به آمار جمعیت وزارت امور خارجه ایالات متحده در سال ۱۳۱۹ (۱۵ میلیون) به این نتیجه رسید که سه تا چهار میلیون ایرانی-یک چهارم جمعیت-در طول اشغال متفقین در جنگ جهانی دوم بر اثر گرسنگی و بیماری جان خود را از دست دادند. و ۱۳۲۳(۱۲–۱۰ میلیون).